# Château de Vieljaren
Le château de Vieljaren ou Vieljaeren est un château  classé situé à Hombourg dans la commune de Plombières au nord de la province de Liège (Belgique).  

## Localisation
Le château est situé au bout d'une voie sans issue provenant de la rue d'Aubel (route nationale 608) à environ 2 500 m au sud-ouest du centre de la localité de Hombourg. Il se trouve à environ 550 m au sud de la rue d'Aubel au creux d'un vallon et dans un environnement de prairies et de bosquets. Une grande ferme en U se situe à proximité et au sud du château.

## Odonymie
Au fil du temps, ce château s'est appelé Vilaer, Viljaeren, Veltjaeren, Wilhaer, Williart, Williaert, Wilhenru, Wilgenru, Wilhonry, Villoury ou Awilhonrieu, ces noms provenant des Wilhonriw, premiers propriétaires connus du lieu.

## Histoire
Un précédent édifice est mentionné dès 1273 et en 1286, année où il est détruit par Jean Ier de Brabant pendant la guerre de la succession du duché de Limbourg. Il appartenait alors aux frères Anselme et Winand de Wilhonriw. Ensuite, il est acquis par familles d'Argenteau, de Schoonvorst, de Horion et de Ghoor. Reconstruit au XVe siècle (ou peut-être dès le XIVe siècle) et au XVIe siècle sur les plans actuels, le château fut successivement la propriété de nombreuses familles : de Millendonck, de Bautze, de Croonenberg, Maguin (vers 1700), de Sybertz, Reul, Bourcier de Montureux, Breuls, Jacob (1934), Couvreur, Ernst, Muylkens, Wolter et Mees, la famille actuellement propriétaire. Le château est une propriété privée et ne se visite pas.

## Description
La demeure, plus aux dimensions d'un manoir que d'un château, a conservé en grande partie son aspect d'origine. Elle est encore complètement entourée de douves d'une largeur de 12 à 20 mètres. Ces douves sont franchies au sud par un étroit pont pavé en moellons de grès avec murets reposant sur deux arches ogivales et prolongé par une courte passerelle en bois remplaçant le pont-levis primitif. La passerelle mène à la porte d'entrée cintrée de la façade sud formée de trois larges travées et de deux niveaux sur hautes caves. Le plan du bâtiment construit en pierre de grès et surmonté de toitures en ardoises est en U, comprenant deux courtes ailes prolongées par une terrasse bordée au nord par un muret surmontant les assises des murailles le long les douves.

## Classement
Le château (façades et toitures), pont et assises de murailles épaulant le château et l'ensemble formé par le château et ses abords sont repris sur la liste du patrimoine immobilier classé de Plombières depuis le 30 mars 1987.